# Tysklands försvarsminister
Tysklands försvarsminister är ledamot av förbundsregeringen och chef för Tysklands försvarsministerium (tyska: Bundesministerium der Verteidigung).
Likt andra ministrar i förbundsregeringen utnämns försvarsministern av förbundskanslern och tillsätts formellt av förbundspresidenten.
Boris Pistorius är Tysklands försvarsminister sedan 19 januari 2023.

## Funktion och roll
Enligt artikel 65a i Tysklands grundlag är försvarsministern innehavare av den högsta militära befälsrätten (tyska: Inhaber der Befehls- und Kommandogewalt), vilket motsvarar en högsta befälhavare över Bundeswehr som är överordnad samtliga i uniform.
Försvarsministern biträds av två statssekreterare. Yrkesofficeraren med högst rang, Bundeswehrs generalinspektör (motsvarande en i Nato-terminologi försvarschef), arbetar direkt för försvarsministern.
När ett, enligt grundlagen, försvarsläge (tyska: Verteidigungsfall) utropas övergår, enligt artikel 115b, den högsta befälsrätten till förbundskanslern.
När Förbundsrepubliken återfick sin militär gjordes det medvetna valet att låta försvarsministern få den högsta befälsrätten, istället för statschefen som i tidigare tyska statsbildningar, så att de väpnade styrkorna alltid står under parlamentarisk kontroll och därför inte ges möjlighet att vara en stat i staten.

## Lista över försvarsministrar i Förbundsrepubliken
| Nr | Namn                               | Porträtt             | Tillträdde       | Avgick           | Parti | Regering                                        | Not   |
| -- | ---------------------------------- | -------------------- | ---------------- | ---------------- | ----- | ----------------------------------------------- | ----- |
| 1  | Theodor Blank (1905–1972)          |                      | 7 juni 1955      | 16 oktober 1956  | CDU   | Adenauer II                                     | [ 8 ] |
| 2  | Franz Josef Strauss (1915–1988)    |                      | 16 oktober 1956  | 9 januari 1963   | CDU   | Adenauer II Adenauer III Adenauer IV Adenauer V | [ 8 ] |
| 3  | Kai-Uwe von Hassel (1913–1997)     |                      | 9 januari 1963   | 1 december 1966  | CDU   | Adenauer V                                      | [ 8 ] |
| 3  | Kai-Uwe von Hassel (1913–1997)     | Erhard I Erhard II   | 9 januari 1963   | 1 december 1966  | CDU   |                                                 | [ 8 ] |
| –  | Heinrich Krone (1895–1989)         |                      | 13 juli 1964     | 1 december 1966  | CDU   | Erhard II                                       |       |
| 4  | Gerhard Schröder (1910–1989)       |                      | 1 december 1966  | 22 oktober 1969  | CDU   | Kiesinger                                       | [ 8 ] |
| 5  | Helmut Schmidt (1918–2015)         |                      | 22 oktober 1969  | 7 juli 1972      | SPD   | Brandt I                                        | [ 8 ] |
| 6  | Georg Leber (1920–2012)            |                      | 7 juli 1972      | 16 februari 1978 | SPD   | Brandt I Brandt II                              | [ 8 ] |
| 6  | Georg Leber (1920–2012)            | Schmidt I Schmidt II | 7 juli 1972      | 16 februari 1978 | SPD   |                                                 | [ 8 ] |
| 7  | Hans Apel (1932–2011)              |                      | 17 februari 1978 | 1 oktober 1982   | SPD   | Schmidt II Schmidt III                          | [ 8 ] |
| 8  | Manfred Wörner (1934–1994)         |                      | 4 oktober 1982   | 18 maj 1988      | CDU   | Kohl I Kohl II Kohl III                         | [ 8 ] |
| 9  | Rupert Scholz (1937–)              |                      | 18 maj 1988      | 21 april 1989    | CDU   | Kohl III                                        | [ 8 ] |
| 10 | Gerhard Stoltenberg (1928–2001)    |                      | 21 april 1989    | 31 mars 1992     | CDU   | Kohl III Kohl IV                                | [ 8 ] |
| 11 | Volker Rühe (1942–)                |                      | 1 april 1992     | 27 oktober 1998  | CDU   | Kohl IV Kohl V                                  | [ 8 ] |
| 12 | Rudolf Scharping (1947–)           |                      | 27 oktober 1998  | 19 juli 2002     | SPD   | Schröder I                                      | [ 8 ] |
| 13 | Peter Struck (1943–2012)           |                      | 19 juli 2002     | 22 november 2005 | SPD   | Schröder II                                     | [ 8 ] |
| 14 | Franz Josef Jung (1949–)           |                      | 22 november 2005 | 28 oktober 2009  | CDU   | Merkel I                                        | [ 8 ] |
| 15 | Karl-Theodor zu Guttenberg (1971–) |                      | 28 oktober 2009  | 3 mars 2011      | CSU   | Merkel II                                       | [ 8 ] |
| 16 | Thomas de Maizière (1954–)         |                      | 3 mars 2011      | 17 december 2013 | CDU   | Merkel II                                       | [ 8 ] |
| 17 | Ursula von der Leyen (1958–)       |                      | 17 december 2013 | 17 juli 2019     | CDU   | Merkel III Merkel IV                            | [ 8 ] |
| 18 | Annegret Kramp-Karrenbauer (1962–) |                      | 17 juli 2019     | 8 december 2021  | CDU   | Merkel IV                                       | [ 8 ] |
| 19 | Christine Lambrecht (1965–)        |                      | 8 december 2021  | 19 januari 2023  | SPD   | Scholz                                          | [ 8 ] |
| 20 | Boris Pistorius (1960–)            |                      | 19 januari 2023  | sittande         | SPD   | Scholz                                          | [ 9 ] |